# Personer i Sverige födda i Georgien
Till personer i Sverige födda i Georgien räknas personer som är folkbokförda i Sverige och som har sitt ursprung i Georgien. Enligt Statistiska centralbyrån fanns det 2017 i Sverige sammanlagt cirka 1 700 personer födda i Georgien.

## Historisk utveckling

### Födda i Georgien
| Personer i Sverige födda i Georgien 2000–2024   | Personer i Sverige födda i Georgien 2000–2024 | Personer i Sverige födda i Georgien 2000–2024 | Personer i Sverige födda i Georgien 2000–2024 | Personer i Sverige födda i Georgien 2000–2024 |
| ----------------------------------------------- | --------------------------------------------- | --------------------------------------------- | --------------------------------------------- | --------------------------------------------- |
|                                                 |                                               |                                               |                                               |                                               |
| År                                              |                                               |                                               | Folkmängd                                     |                                               |
| 2000                                            | 2000                                          |                                               | 132                                           |                                               |
| 2001                                            | 2001                                          |                                               | 178                                           |                                               |
| 2002                                            | 2002                                          |                                               | 197                                           |                                               |
| 2003                                            | 2003                                          |                                               | 254                                           |                                               |
| 2004                                            | 2004                                          |                                               | 308                                           |                                               |
| 2005                                            | 2005                                          |                                               | 365                                           |                                               |
| 2006                                            | 2006                                          |                                               | 526                                           |                                               |
| 2007                                            | 2007                                          |                                               | 570                                           |                                               |
| 2008                                            | 2008                                          |                                               | 625                                           |                                               |
| 2009                                            | 2009                                          |                                               | 726                                           |                                               |
| 2010                                            | 2010                                          |                                               | 859                                           |                                               |
| 2011                                            | 2011                                          |                                               | 991                                           |                                               |
| 2012                                            | 2012                                          |                                               | 1 102                                         |                                               |
| 2013                                            | 2013                                          |                                               | 1 193                                         |                                               |
| 2014                                            | 2014                                          |                                               | 1 247                                         |                                               |
| 2015                                            | 2015                                          |                                               | 1 325                                         |                                               |
| 2016                                            | 2016                                          |                                               | 1 437                                         |                                               |
| 2017                                            | 2017                                          |                                               | 1 670                                         |                                               |
| 2018                                            | 2018                                          |                                               | 1 927                                         |                                               |
| 2019                                            | 2019                                          |                                               | 2 125                                         |                                               |
| 2020                                            | 2020                                          |                                               | 2 278                                         |                                               |
| 2021                                            | 2021                                          |                                               | 2 427                                         |                                               |
| 2022                                            | 2022                                          |                                               | 2 611                                         |                                               |
| 2023                                            | 2023                                          |                                               | 2 705                                         |                                               |
| 2024                                            | 2024                                          |                                               | 2 776                                         |                                               |
| Anm.: Befolkning den 31 december respektive år. |                                               |                                               |                                               |                                               |